# Burg Stettenfels

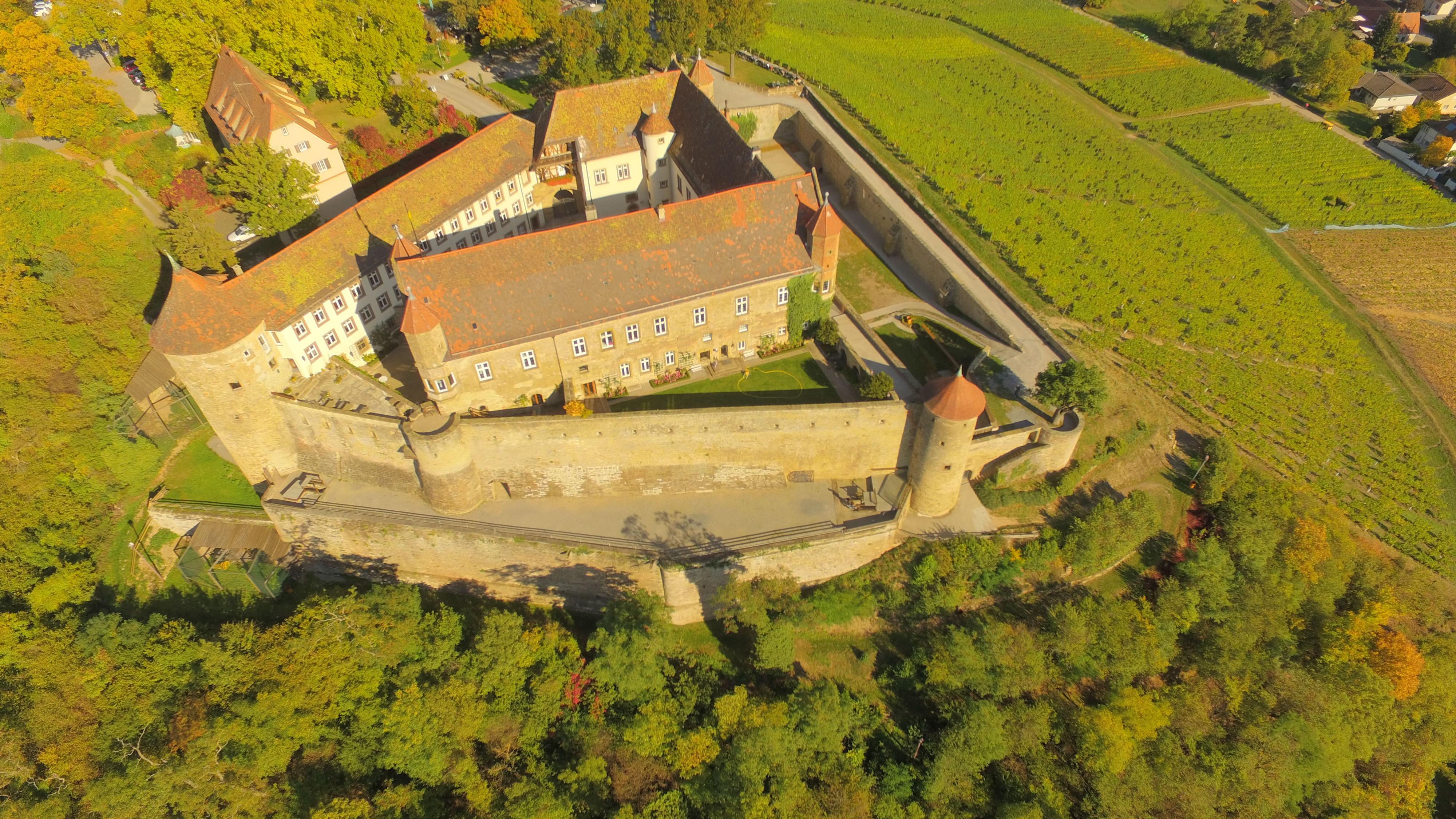
Burg Stettenfels (2015)

Die Burg Stettenfels über der Ortschaft Untergruppenbach im Landkreis Heilbronn ist eine seit dem Mittelalter bestehende Höhenburg und Schlossanlage, die heute für kulturelle Veranstaltungen genutzt wird.

## Geschichte
Die Burg wurde im 11. Jahrhundert erbaut. Ihr Bau erfolgte vermutlich zur gleichen Zeit wie der vieler anderer Burgen in der Nähe. Sie wechselte schon frühzeitig häufig den Besitzer. Ab 1356 war Stettenfels Eigentum von Burkhard, Ritter von Sturmfeder. Von 1462 bis 1478 waren die Herren von Helmstatt Besitzer der Burg. Bei der Eroberung 1504 im Landshuter Erbfolgekrieg durch die Württemberger (Herzog Ulrich) kam die Burg in deren Besitz und wurde 1507 Lehen des württembergischen Erbmarschalls Konrad Thumb von Neuburg. Sein Sohn Hans Konrad Thumb von Neuburg verkaufte das Lehen 1527 an Wolf Philipp von Hirnheim, der als Reformator von Gruppenbach gilt.

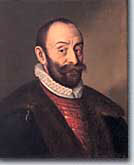
Der Bauherr des renaissancezeitlichen Schlosses: Hans Fugger

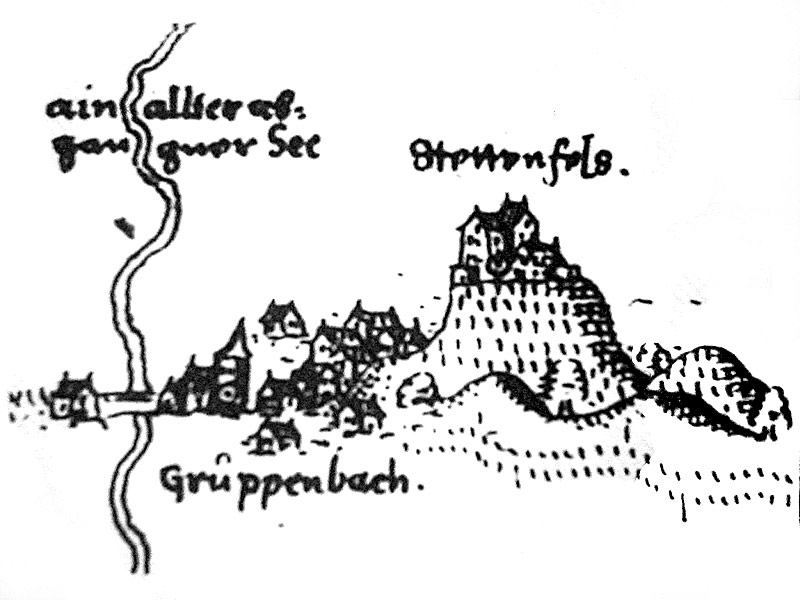
Burg Stettenfels über Gruppenbach auf einer Karte von 1598

1551 erwarb Anton Fugger, ein Neffe Jakobs des Reichen, die Burg. Sein Sohn Hans Fugger ließ die Anlage 1576 durch den Baumeister Wendel Dietrich zu einem Renaissanceschloss umbauen. 1594 brannte das Schloss aus, wurde jedoch abermals durch Dietrich wiederhergestellt. Im 18. Jahrhundert erfolgte noch der Versuch der Gründung eines Kapuzinerhospizes durch die Fugger, diese Bauten wurden jedoch 1735 von Württemberg zerstört. 1747 erwarb Herzog Carl Eugen von Württemberg die Anlage, 1829 erwarb die Gemeinde Gruppenbach den Besitz und behielt sich bei späteren Veräußerungen Nutzungsrechte vor. Im 18., 19. und 20. Jahrhundert erfolgten kontinuierliche Umbauten. 1852 erwarb der Rotgerber Friedrich Korn aus Calw das Anwesen, 1858 der Hamburger Kaufmann Anton Mayer, 1881 der Gutsherr Friedrich Bürkle. Bis 1888 beherbergte die Anlage das staatliche Forstamt, im selben Jahr erwarb der Weinsberger Landwirt Christian Hildt die Burg.
1901 kaufte der promovierte Kölner Jurist Walter Putsch die Anlage und renovierte die Gebäude in zeitgenössischem Stil. 1918 erwarb die Familie Haldenwang das Anwesen. 1924 erwarb der Schuhfabrikant Siegfried Levi aus Kornwestheim die Anlage, in der er ein Gestüt errichtete. Am 5. Oktober 1937 wurde Siegfried Levi im Rahmen der „Arisierung“ gezwungen, das Schloss Stettenfels an die Stadt Heilbronn zu „verschenken“. Siegfried Levi entkam mit seiner Familie dem Holocaust durch Emigration nach Südafrika. 1939 wurden die alte Vogtei (1576) umgebaut und Teile der Anlage abgerissen, um eine „Ordensburg“ der NSDAP zu errichten, was aufgrund des Krieges nicht mehr realisiert werden konnte.
Nach dem Zweiten Weltkrieg stand die Anlage zunächst unter amerikanischer Vermögensverwaltung. Ab 1946 wurde durch die evangelische Kirche ein Freizeit- und Altenheim auf der Burg betrieben. 1951 gelangte die Burg durch ein Wiedergutmachungsverfahren an die Witwe von Siegfried Levi, die die Burg 1957 an Friedrich Spieser verkaufte, von dessen Erben die Anlage 1994 an den Fleiner Architekten Roland Weimar überging.

## Heutige Nutzung
Die Burg ist öffentlich zugänglich und bewirtschaftet. Auf der Burg finden Konzerte und Theaterveranstaltungen im Auftrag der Gemeinde statt. Die Privatbesitzer vermieten die Schlossanlage der Burg, etwa für große Empfänge, und es befindet sich ein ständiger Biergarten im Schlossgarten der Burg, der von Besuchern genutzt werden kann. Angrenzend findet sich vielfältige landwirtschaftliche Nutzung, so werden die Hänge des Stettenfels als Weinberge genutzt und das Plateau für ein Gestüt.
Seit 2005 gibt es auf der Burg jedes Jahr ein mittelalterliches Burgfest mit Ritterturnieren, Gauklern, Musik und Handwerkern. Das Fest findet seit 2007 immer am 1. Mai und dem daran anschließenden Wochenende statt und hat mittlerweile mehrere hundert Mitwirkende sowie tausende Besucher.

## Anlage
Burg Stettenfels liegt östlich oberhalb der historischen Ortsmitte auf einer Sandsteinstufe. Die Burg ist von einem breiten Burggraben mit drei alten Wehrtürmen umgeben. Über eine massive Brücke erfolgt der Zugang zur Burg durch ein Torhaus in den Innenhof, der dreieckig von den verschiedenen Wohngebäuden der Burg umschlossen wird. Im Innenhof befindet sich ein Brunnen. Der Burggraben ist begehbar, und neuerdings ist dort auch eine befestigte Bühne für Veranstaltungen eingerichtet.
Auffällig im Innenhof ist der historische Treppenturm. Wenngleich die meisten Gebäude der Burg auf das renaissancezeitliche Schloss zurückgehen, ist ihr heutiges Aussehen jedoch von Sanierungsmaßnahmen der letzten Jahre geprägt. Bis weit ins 20. Jahrhundert war an die Außenfassade eines Wohngebäudes und des Treppenturms noch eine Fachwerkgalerie angebaut. Die früheren Torbögen der Wirtschaftsräume in den Erdgeschossen sind heute weitgehend vermauert.
Östlich an die eigentliche Burganlage schließt sich jenseits des Burggrabens noch ein historisches Wirtschaftsgebäude an, außerdem einige moderne Gastronomiegebäude.

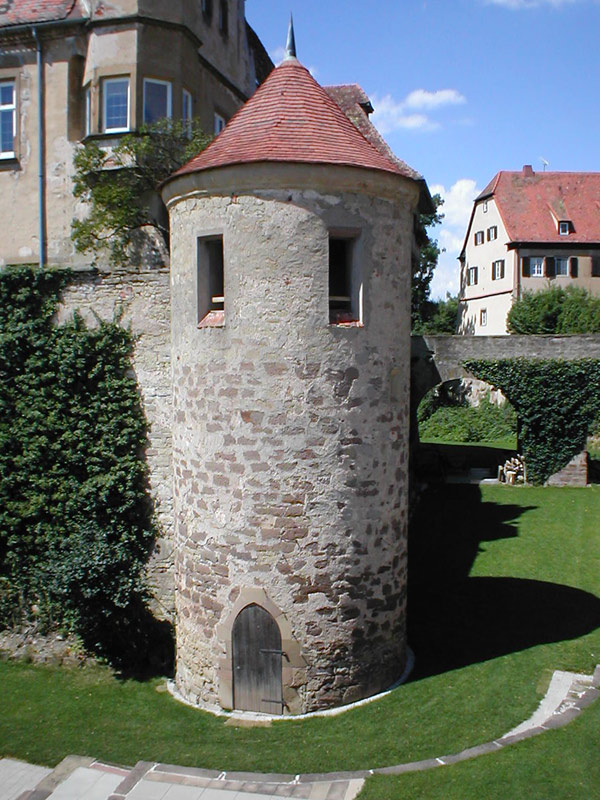
Burggraben und östl. Wehrturm
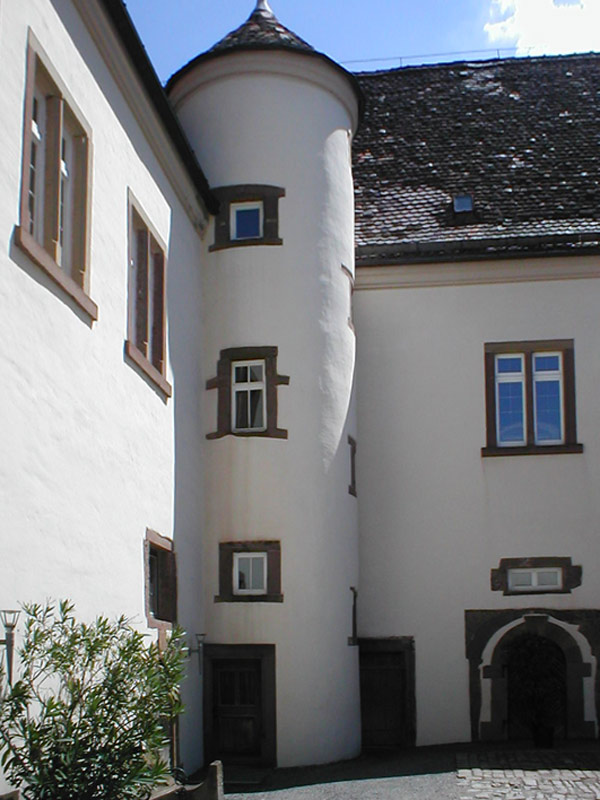
Treppenturm
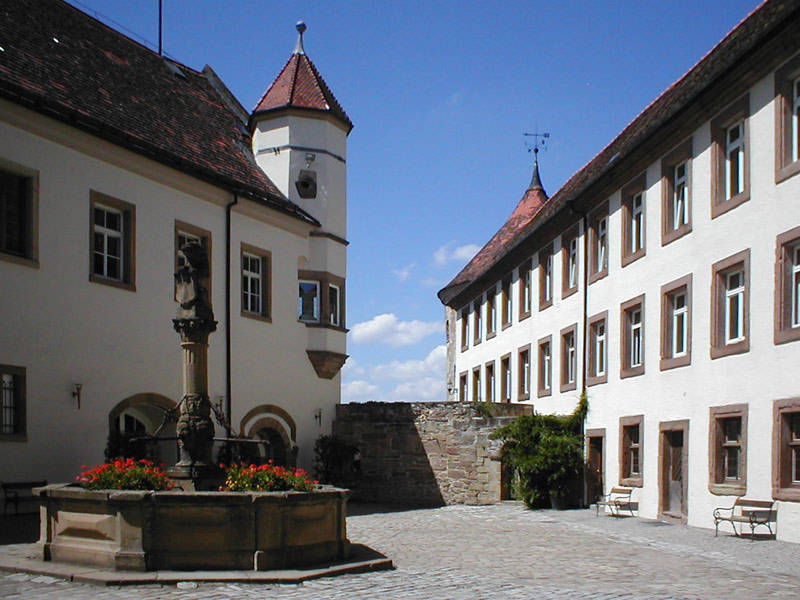
Innenhof
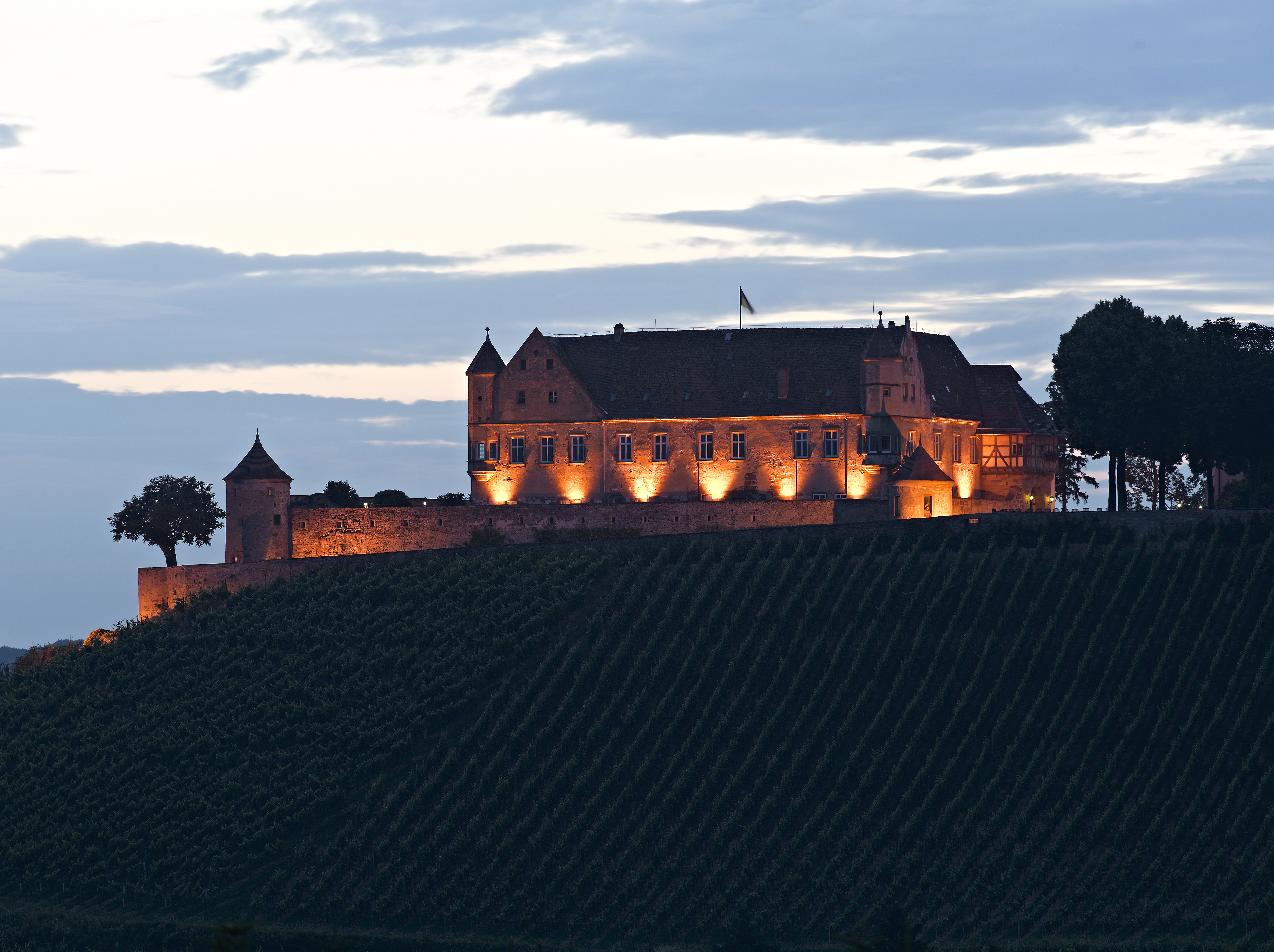
Am Abend
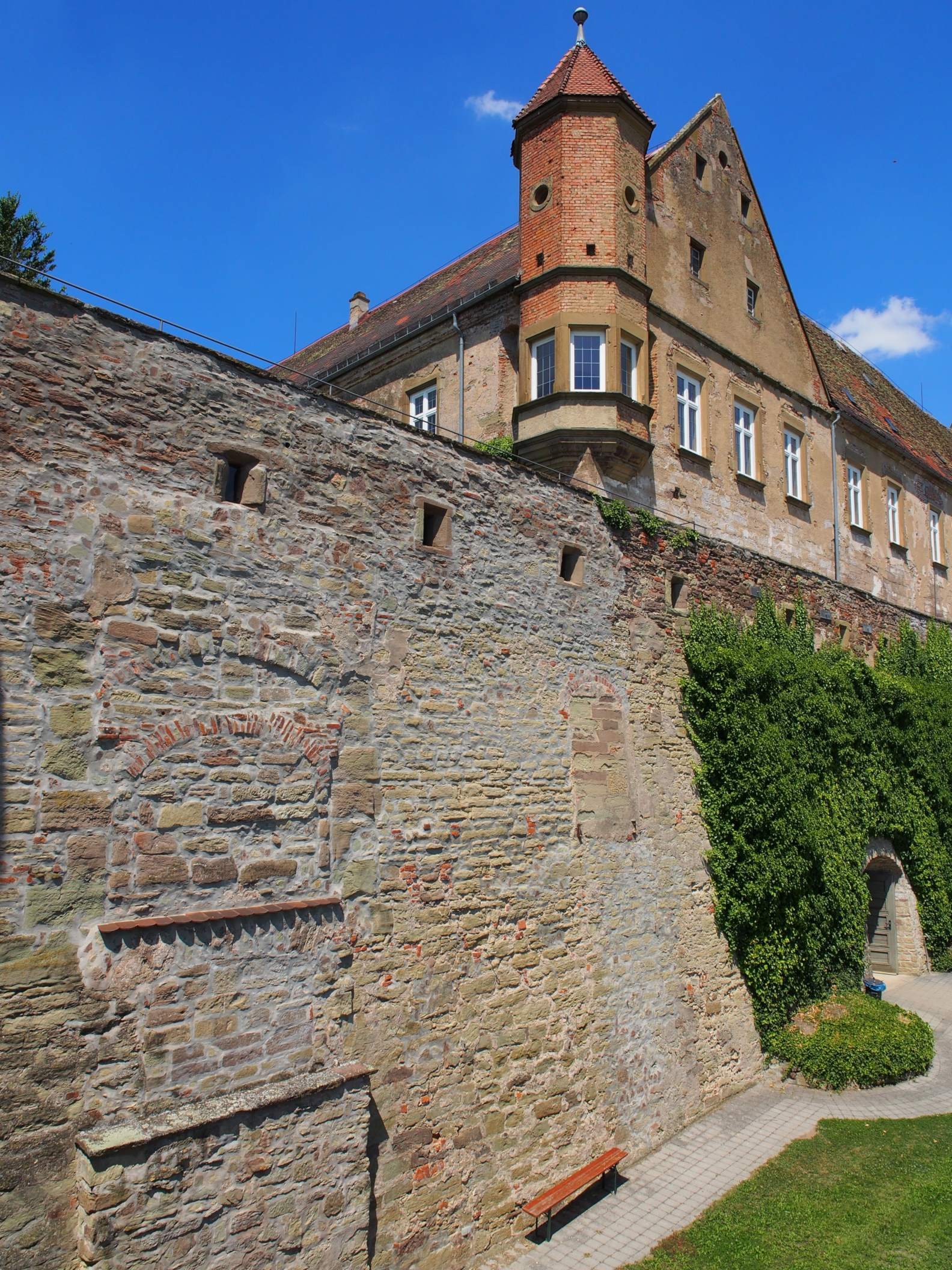
Zugemauerte Maueröffnungen